# Eburodacrys guttata
Eburodacrys guttata là một loài bọ cánh cứng trong họ Cerambycidae.